# Mlsný hastrman
Mlsný hastrman s podtitulem Pověsti a vyprávění z Hané a Malé Hané je kniha pověstí od Josefa Vrbky. Z autorovy pozůstalosti vybrala, uspořádala, převyprávěla a poznámku napsala Eva Kilianová. Ilustroval, obálku a vazbu navrhl Jan Provazník. První vydání vyšlo v roce 1970. Kniha obsahuje 52 zapsaných lidových pověstí z Nákla a okolí. Tyto pověsti sesbíral Josef Vrbka dle vyprávění místních občanů, starých sousedů a sousedek, svých rodičů i prarodičů. Pověsti se vyprávěly při odírání peří a za zimních večerů.

## Děj
Kniha obsahuje pověsti odehrávající se v Nákle, ale i jeho okolí. Zmiňované jsou například vedlejší vesnice Příkazy či Pňovice. V převážné většině pověstí se objevují nadpřirozené bytosti nebo čáry a kouzla. Nejčastějšími nadpřirozenými bytostmi v knize jsou čarodějnice, hastrmani, polednice, klekánice a fajermoni. Tyto postavy se objevují jako zlé, ale i jako hodné, zvláště pak, pokud jsou člověku za něco vděčné.
Zbylé pověsti, ve kterých se nadpřirozené bytosti neobjevují, fungují spíše jako historický výklad. Snaží se popsat dějiny a objasnit určité věci, jako například proč má Náklo ve znaku dvě bílé husy, nebo proč se nemá chodit domů v době klekání. V knize jsou uvedena i místní pojmenování částí Nákla jako Kravařov, Hráč, Okolisko nebo Kaluhy. 

## Obsah

### Z dávných časů
- Znak rytířů z Nákla

- Tataři v Nákle
- O klášterním pokladu
- Švédský trubač
- Přadlena pod kostelem
- Poklad na Vrchurách
- Plaček
- Zlaté doly
- Černý pes u šibenice
- Propadlé město
- Prokletý hrad
- Potrestaný pán
- Lupiči z Vranové Lhoty

- Podivný poustevník
- Kůň na hřbitově
- Muzikant a vlk

### Tajemná setkání
- Polednice
- O klekánici
- Husa klekánice
- Přadlena a vřetenice
- Zakletý sedlák
- Divná žena
- Kočičí bál
- Strašidlo ve mlýně
- Ohnivý drak
- Obr u Petrůvky
- Tajemný černý muž
- O divoženkách

### Hastrmani
- Mlsný hastrman
- Hastrmanova lest
- O zamrzlém mužíčkovi
- Divocí vraníci
- Jak hastrman strašil
- Pantličky na vrbách
- O nezvedeném klukovi
- Hastrmanova studna
- Sviť, měsíčku, sviť

### Čáry a kouzla
- Očarovaná smetana
- Jak vandrák hospodyni posloužil
- O kartáčníku Adamovi
- Čarodějčin pacholek
- Čarodějčin stromeček
- Zrušené kouzlo
- Jak se tkadlec zbavil můry

### O světýlkách a ohnivácích
- Jak světýlka pomohla formanům
- Ohnivé oči
- O selce a hodném světýlku
- Pověst o ohnivém muži
- Jak se světýlko rozzlobilo
- Nezbedná světýlka
- Ohnivý mužíček
- Olejkář a fajrmón

## Přijetí díla a interpretace
Záložka popisuje knihu jako „milé čtení pro děti i dospělé, pro všechny, kdož mají rádi tajemná setkání a žertovné příhody s vodníky a jinou pohádkovou havětí“. Vlastivědný věstník moravský ve zhodnocení Vrbkova díla uvedl, že jde o zajímavý soubor, který vznikal během folkloristova pobytu v Nákle a Bezděčí, a „jen malá část pověstí zůstala v rukopise nebo původním záznamu“.
Eva Kilianová, jež dávala z Vrbkovy pozůstalosti knihu dohromady, do poznámky napsala, že „z … pestré a bohaté sbírky pověstí jsem vybrala ty, které považuji za vhodnou četbu pro děti.“ Proti těmto tvrzením se staví Jan Červenka, neboť ve Zlatém máji uvedl, že se mu zdá, že v knize nebude pro děti dostatečný slibovaný humor. A že nadpřirozené bytosti, které se v pověstech objevují, budou pro dítě matoucí, neboť „existenci vodníků, strašidel, polednic atd. však nepoznává dítě jako součást myšlení, výkladu světa“. Kritizuje i celkovou kompozici pověstí v knize, jež také není vhodně sestavěna, aby zaujala dětského čtenáře. Proto dle jeho mínění budou knihu využívat spíše dospělí, jakožto rodiče, při práci s dětmi.
Práci Evy Kilianové velmi pozitivně hodnotila Eva Doupalová ve studii o Vrbkových textech, když napsala, že „Kilianová respektuje Vrbkovy předlohy, syžety nekontaminuje, texty nedialogizuje, její úpravy mají čistě stylistický charakter“. Podotkla však, že některé pověsti nejsou vzhledem ke své numinóznosti (úzkému vztahu k posvátnu) příliš přístupné pro dětského čtenáře. Za nejvhodnější k dětské četbě proto považuje „esteticky působivý a výchovně účinný“ oddíl o hastrmanech, který je prostý typické démonické krutosti, a oddíl o světýlkách a ohnivácích, který podle ní nepostrádá lidskou dimenzi.